# Messiasia dalcyana
Messiasia dalcyana is een vliegensoort uit de familie Mydidae. De wetenschappelijke naam van de soort is voor het eerst geldig gepubliceerd in 1951 door Andretta.
De soort komt voor in Brazilië.